# 银禧科技
广东银禧科技股份有限公司（英語：Silverage，深交所：300221），简称银禧科技，是一家1997年成立于广东省东莞市的高分子新材料科技公司。2011年，登录深圳证券交易所创业板上市。公司位于广东省东莞市虎门镇居岐工业区，在东莞、中山、苏州、深圳设有生产研发基地，产品覆盖改性工程塑料、LED光电材料及配件、智能手机金属构件、3D打印及互联网平台等业务领域。

## 概述
1997年8月，银禧科技创立，前身是东莞银禧塑胶有限公司。之后公司不断发展，相继建立广东（虎门）银禧、银禧工程塑料（道滘）和苏州银禧高分子材料有限公司三家子公司。2011年5月25日，在东莞证券的保荐推动下，银禧科技成功登陆深圳证券交易所。2011年，银禧科技通过成为非电力电缆用改性PVC的龙头，也是中国大陆改性塑料行业最具竞争力和成长性的领先企业。
2015年8月，公司成立全资子公司深圳三维魔坊网络有限公司，通过3D打印创意礼品商城、3D打印服务、设计师资源整合等。2015年，公司对旗下子公司银禧光电启动股份制改制。并在同年12月，将子公司银禧光电通过全国中小企业股份转让系统批准，登录新三板。2016年4月，银禧科技启动并购兴科电子科技有限公司；同年10月25日获得证监会通过。2017年3月，完成对兴科电子科技有限公司的并购案，成为乐视、小米、锤子、OPPO、美图的供应商。

## 产品
银禧科技的产品主要包括五大类型：阻燃材料、耐候材料、增强增韧材料、塑料合金材料以及环保耐用材料等。产品广泛应用于电线电缆、电子电气、家用电器和商用设备，以及汽车、交通、建筑、玩具、灯饰和医疗等领域。银禧科技具有年产30万吨改性高分子材料的生产能力。